# Partido Demócrata de Alaska
El Partido Demócrata de Alaska es la rama estatal del Partido Demócrata en Alaska, con su sede ubicada en Anchorage.
Es uno de los dos principales partidos políticos del estado, junto con el Partido Republicano. Actualmente, cuenta con el escaño general en la delegación del Congreso de Alaska y participa en una coalición en el Senado estatal.Para 2020, el partido tenía más de 75 000 afiliados registrados.

## Historia
En 1949, se fundó el grupo Jóvenes Demócratas de Alaska. El Partido Demócrata de Alaska logró importantes éxitos en las primeras etapas de la estadidad y durante los últimos años del periodo territorial (antes de 1959). Figuras destacadas como Ernest Gruening, gobernador territorial y luego senador, marcaron la historia del partido. Gruening fue uno de los dos únicos senadores que votaron en contra de la Resolución del Golfo de Tonkín, que permitió expandir la participación de Estados Unidos en la guerra de Vietnam. Bob Bartlett, exsecretario del territorio y miembro del partido, fue el primer senador del estado, permaneciendo en el cargo hasta su fallecimiento en 1968. William A. Egan, otro destacado demócrata, fue el primer gobernador electo de Alaska y, hasta la llegada de Bill Walker, el único gobernador nacido en el estado. En la Cámara de Representantes de los Estados Unidos, Ralph J. Rivers fue el primer representante de Alaska tras convertirse en estado, cargo que ocupó hasta 1967.
Después del asesinato de Martin Luther King, Ted Kennedy pronunció un discurso en Sitka (Alaska), en nombre del senador Robert Kennedy, en un evento donde también estuvo presente el senador Ernest Gruening. En 1968, el demócrata Mike Gravel fue elegido senador de los Estados Unidos, ocupando el cargo por dos mandatos hasta su derrota en las primarias de 1980, tras lo cual los republicanos ganaron el escaño. A finales de 1973, Gravel era el único demócrata de Alaska con un cargo federal, ya que los republicanos habían tomado el escaño de la Cámara de Representantes y el otro escaño del Senado. Después de la salida de Gravel, los demócratas no volvieron a ocupar escaños en la delegación del Congreso de Alaska durante casi treinta años.

### Elecciones notables para la Cámara de Representantes de Estados Unidos
El 16 de octubre de 1972, el congresista demócrata de Alaska, Nick Begich, desapareció en un accidente aéreo mientras volaba hacia Juneau desde Anchorage junto con Hale Boggs, líder de la mayoría de la Cámara de Representantes. A pesar del incidente, Begich fue reelegido para su escaño tres semanas después. Sin embargo, fue declarado oficialmente muerto el 29 de diciembre de ese año, tras una extensa búsqueda en la que no se hallaron ni el cuerpo de Begich ni los restos del avión.
En la elección especial de 1973 tras la muerte de Nick Begich, el republicano Don Young, quien había perdido previamente contra Begich, ganó el escaño en el Congreso y lo ocupó hasta su fallecimiento en 2022. En la elección especial posterior, la demócrata Mary Peltola ganó el escaño, marcando el regreso del Partido Demócrata al Congreso de Alaska después de casi 50 años. Peltola fue elegida para un mandato completo en noviembre del mismo año.

### Otra historia reciente
El último demócrata en ocupar el cargo de gobernador de Alaska fue Tony Knowles, quien sirvió de 1994 a 2002. Por otro lado, el demócrata más reciente en un cargo ejecutivo estatal fue Byron Mallott, quien fue vicegobernador junto al independiente Bill Walker desde 2014 hasta que renunció en 2018 tras verse envuelto en un escándalo.
En las primarias demócratas de 2008 en Alaska, Barack Obama superó a Hillary Clinton por un margen de más de tres a uno, siendo uno de los porcentajes más altos a nivel estatal, solo superado por Idaho. En las elecciones generales, Obama obtuvo el 37,89% de los votos, perdiendo frente a John McCain, quien contaba con la entonces gobernadora de Alaska, Sarah Palin, como su candidata a la vicepresidencia. Ese mismo año, el demócrata Mark Begich ganó una ajustada contienda para el Senado de Estados Unidos contra Ted Stevens, un republicano veterano. Sin embargo, Begich no logró la reelección en 2014, año en que el independiente Bill Walker, con apoyo demócrata, derrotó al gobernador republicano Sean Parnell.
En las elecciones presidenciales de 2012, Barack Obama perdió ante Mitt Romney en Alaska, aunque aumentó su porcentaje de votos a un 40,81%. Este incremento fue citado en un artículo destacado en el The New York Times como evidencia de la complejidad política del estado y la imprevisibilidad de los resultados electorales para los demócratas. En 2016, Donald Trump ganó en Alaska con una ventaja de unos quince puntos sobre Hillary Clinton. Desde la victoria de Lyndon B. Johnson en 1964, ningún candidato demócrata ha ganado en Alaska en elecciones presidenciales.
Después de las elecciones al Senado de Alaska en 2022, nueve senadores demócratas formaron una coalición con ocho republicanos, creando un grupo mayoritario. Como parte del acuerdo, los cargos en el Senado se distribuyeron entre ambos partidos.

## Organización del partido

### Liderazgo del partido
El liderazgo del Partido Demócrata de Alaska está formado de la siguiente forma:
- Presidente - Mike Wenstrup
- Vicepresidenta: Jessica Cook
- Secretaria - Katherine Pfeiffer
- Tesorera - Mónica Southworth
- Miembro del Comité Nacional - Brenda Knapp
- Miembro del Comité Nacional - Charles Degnan

### Funciones del partido
El Partido Demócrata de Alaska se enfoca en diversas actividades para apoyar a los demócratas en la obtención de cargos electivos en el estado.
Estas funciones incluyen:
- La organización y reclutamiento de ciudadanos para ir puerta a puerta en apoyo del partido y promover sus temas y candidatos.
- La coordinación de las campañas estatales para las elecciones generales cada dos años.
- Trabajando para conseguir que se publiquen artículos en los periódicos, se escriban cartas a los editores y haya personas que llamen a estaciones de radio habladas.
- Operar el sitio web oficial del Partido Demócrata de Alaska.
- Envío de anuncios por correo electrónico a los demócratas sobre las actividades del partido.
- Operar un archivo de votantes estatal.

## Funcionarios electos actuales

### Miembros del Congreso

#### Senado de los Estados Unidos
- Ninguno

#### Cámara de Representantes de Estados Unidos
| Distrito                       | Miembro      | Foto |
| ------------------------------ | ------------ | ---- |
| Distrito congresional at-large | Mary Peltola |      |